# Leon S. Kennedy
Leon Scott Kennedy je izmišljeni lik iz japanskog horor serijala videoigara Resident Evil. Glavni je lik je u više igara, počevši od Resident Evil 2.

## Životopis
Leon Scott Kennedy se prvi put pojavljuje kao novopečeni policajac RPD-a u Resident Evil 2. Udruživši snage s Claire Redfield, uspijeva poraziti čudovišta i spasiti Sherry, kći doktora Birkina, čovjeka koji stoji iza virusa odgovornog za širenje virusa po Raccoon Cityju. U RE 2, prvi put se pojavljuje i Ada Wong, tajanstvena agentica koja s vremenom postane Leonova (ne)prijateljica.
Nakon uništenja Raccoona, Leon postaje predsjednikov agent i odlazi u Europu pronaći otetu Ashley, kći predsjednika Grahama (Resident Evil 4). Tamo razotkriva nove zavjere nove vrste virusa (Las Plagas). 
Opet susreće Adu, koja za Weskera krade uzorak virusa.
Leon je opet protagonist u Resident Evil 6 - točnije, jedan od njih 4. Kao agent DSO-a, nazočan je bioterorističkom napadu na predsjednika, a potom odlazi u Kinu spasiti Sherry (kao i u Resident Evilu 2) i Jakea Mullera, sina Alberta Weskera.